# Municipio XIV (2013)
Le Municipio XIV, dit Monte Mario, est une subdivision administrative de Rome située dans la partie nord-ouest de la ville.

## Géographie
Le municipio est situé au nord-ouest de la ville. Il comprend de nombreuses zones vertes comme la réserve naturelle de l'Insugherata, le monument naturel Tenuta di Mazzalupetto - Quarto degli Ebrei et le parc régional urbain du Pineto.

## Historique
En mars 2013, il remplace l'ancien Municipio XIX sur le même territoire.

## Subdivisions
Administrativement, il est divisé en huit zones urbanistiques :
- 19a Medaglie d'Oro,
- 19b Primavalle,
- 19c Ottavia,
- 19d Santa Maria della Pietà,
- 19e Trionfale,
- 19f Pineto,
- 19g Castelluccia,
- 19h Santa Maria di Galeria.

Le territoire comporte également trois quartiers :
- Q.XIII Aurelio (partiellement),
- Q.XIV Trionfale (partiellement) * Q.XXVII Primavalle (partiellement),

Ainsi que des quartiers suburbains :
- S.X Trionfale (partiellement)
- S.XI Della Vittoria (partiellement)

Ainsi que les huit zones :
- Z.XLVIII Casalotti (partiellement),
- Z.XLIX Santa Maria di Galeria,
- Z.L Ottavia,
- Z.LI La Storta (partiellement)
- Z.LIII Tomba di Nerone (partiellement)

Enfin, d'autres localités :
- Balduina,
- La Lucchina,
- Monte Mario,
- Palmarola,
- Pineta Sacchetti,
- Proba Pretonia,
- Quartaccio,
- Selva Candida,
- Selva Nera,
- Tragliatella,
- Torresina
- Torrevecchia,

## Politique et administration

### Municipalité
Le municipio est dirigé par un président et un conseil de 24 membres élus au suffrage direct pour cinq ans.

### Présidents
| Période     | Nom               | Parti politique     |
| ----------- | ----------------- | ------------------- |
| 2013-2016   | Valerio Barletta  | Parti démocrate     |
| 2016-2021   | Alfredo Campagna  | Mouvement 5 étoiles |
| depuis 2021 | Marco Della Porta | Parti démocrate     |